# Жовтень 2017
Жовтень 2017 — десятий місяць 2017 року, що розпочався в неділю 1 жовтня та закінчився у вівторок 31 жовтня.

## Події
- 1 жовтня
  - У Каталонії попри заборону іспанської влади, пройшов референдум щодо незалежності Каталонії. Відбулися сутички прихильників референдуму з поліцією, у результаті яких постраждало майже 500 осіб.[1]
- 2 жовтня
  - У результаті стрілянини на фестивалі в Лас-Вегасі загинуло 59 людей, постраждало понад 500[2].
  - Нобелівську премію з фізіології або медицини присудили американцям Джеффрі Голлу, Майклу Розбашу та Майклу Янгу за дослідження циркадних ритмів[3].
- 3 жовтня
  - Верховна Рада України ухвалила закон про пенсійну реформу, який вводить вимоги до мінімального страхового стажу для виходу на пенсію[4] та ухвалила законопроєкт, який запускає судову реформу[5].
  - Нобелівську премія премію з фізики присудили американцям Райнер Вайс, Баррі Баріш та Кіп Торн за вирішальний внесок у розробку детектора LIGO та спостереження гравітаційних хвиль[6].
  - У Каталонії після проведення референдуму про незалежність сотні тисяч людей вийшли на демострації на знак протесту проти насильства поліції під час референдуму[7].
- 4 жовтня
  - Нобелівську премію з хімії отримають Жак Дюбоше, Йоахім Франк та Річард Гендерсон за розвиток кріоелектронної мікроскопії високої роздільної здатності для визначення структур біомолекул в розчині[8].
- 5 жовтня
  - Нобелівську премія з літератури отримає британський письменник японського походження Кадзуо Ішіґуро[9].
  - У США вперше за 600 тисяч років прокинувся супер-вулкан Єллоустоун[10]
- 6 жовтня
  - Верховна Рада України ухвалила закон про реінтеграцію Донбасу[11] та на рік продовжила дію Закону України про особливий порядок місцевого самоврядування в окремих районах Донецької та Луганської областей[12].
  - Нобелівську премію миру отримав здобули борці за ядерне роззроєння[13].
  - Завершено будівництво нового Бескидського тунелю (Львівська-Закарпатська області)[14].
- 7 жовтня
  - Учитель фізики та астрономії Чернівецького міського ліцею № 1 Пауль Пшенічка став переможцем національної премії Global Teacher Prize Ukraine, що проходила в столичному театрі імені Івана Франка та отримав 100 000 гривень[15].
- 8 жовтня
  - У Барселоні на мітинг проти відокремлення Каталонії від Іспанії вийшли близько мільйона осіб[16].
- 9 жовтня
  - Лауреатом Премії імені Нобеля з економіки за 2017 рік став американський вчений Річард Талер за ґрунтовний внесок в дослідження поведінкової економіки та психології покупців[17].
- 10 жовтня
  - У Франції 400 тис. людей протестують проти трудової реформи[fr][18].
  - Глава Каталонії Карлес Пучдемонт підписав Декларацію про незалежність Каталонії від Іспанії, однак відразу призупинив її дію для переговорів з Мадридом[19].
- 12 жовтня
  - Парламентська асамблея Ради Європи ухвалила резолюцію, в якій засудила мовну частину українського Закону «Про освіту», і рекомендувала Верховній Раді виправити її[20].
  - Європейський суд з прав людини передав до Комітету міністрів Ради Європи 12 144 скарг на невиконання судових рішень в Україні, визнавши, що в Україні з 2009 року не вжито необхідних заходів, і проблема є системною.
  - Сполучені Штати Америки оголосили, що вийдуть з ЮНЕСКО 31 грудня 2018 року[21].
  - За результатами виборів у Ліберії[en] президентом країни обрано Джорджа Веа — колишнього футболіста, володаря Золотого м'яча 1995 року[22].
- 13 жовтня
  - Новим генеральним директором ЮНЕСКО було обрано Одрі Азулай — екс-міністра культури Франції[23].
- 14 жовтня
  - День захисника України; святковий день в Україні[24]. У Києві на честь Дня захисника України та 75-річчя УПА пройшов багатотисячний Марш Слави Героїв[25].
  - У Вінниці відкрито пам'ятник українському державному та військовому діячу часів Української Революції 1917—1921 рр., Голові Директорії УНР Симону Петлюрі[26].
  - У результаті теракту в столиці Сомалі Могадішо загинуло щонайменше 189 людей, ще понад 200 поранені[27].
  - Повідомлено про повне звільнення міста Ракка у Сирії від бойовиків Ісламської Держави[28].
- 15 жовтня
  - У Киргизстані на виборах Президента переміг Сооронбай Жеенбеков[29][30].
  - На дострокових парламентських виборах в Австрії найбільше голосів набрала Австрійська народна партія (ÖVP), яка отримала 61 із 183 місць парламенту[31][32].
- 16 жовтня
  - Україну обрано до Ради ООН з прав людини на 2018—2020 роки[33].
- 17 жовтня
  - У Києві розпочалися акції протесту біля Верховної Ради України з метою спонукати Верховну Раду ухвалити ряд законопроєктів і прискорити судову реформу. Оскільки вимоги протестувальників не були виконані, вони розбили наметове містечко[34]
- 18 жовтня
  - У КНР відкрився 19-ий з'їзд Компартії[35][36]
- 19 жовтня
  - Верховна Рада України прийняла закон № 6327 про державні фінансові гарантії надання медичних послуг та лікарських засобів, тобто ухвалила так звану медичну реформу[37].
  - Народні депутати Верховної Ради України у першому читанні розглянули законопроєкт про скасування депутатської недоторканності[38][39].
- 21 жовтня
  - У Києві викрадено та переправлено чартерним рейсом у Грузію трьох соратників Михеїла Саакашвілі, серед них добровольця АТО, полковника Давида Макішвілі[40][41][42]
  - Центральна влада Іспанії вирішила обмежити автономію Каталонії після проведеного там референдуму про незалежність[43].
  - За результатами парламентських виборів у Чехії 78 з 200 місць Палати депутатів Чеського парламенту отримала ANO[44][45].[45][46].
- 22 жовтня
  - У Словенії на президентських виборах у першому турі переміг діючий глава держави Борут Пахор[47].
  - В Японії більшість на парламентських виборах одержала правляча коаліція Ліберально-демократичної партії (ЛДП) та партії «Нова Комейто»[48][49].
  - Українка Анна Музичук виграла чемпіонат Європи зі швидких шахів, не програвши жодної партії[50].
- 23 жовтня
  - На ведучу радіо Ехо Москви Тетяну Фельгенгауер скоєно напад у редакції, журналістку поранили ножем у шию в редакції радіостанції[51].
  - Оголошено лауреатів Нагороди ФІФА для найкращих 2017. Найкращим гравцем визнано Кріштіану Роналду, найкращим тренером — Зінедіна Зідана[52].
- 24 жовтня
  - Головою німецького Бундестагу обрано Вольфганга Шойбле[53].
  - У Пекіні завершив роботу XIX з'їзд Комуністичної партії Китаю, на якому обрали Центральний комітет партії і Центральну комісію з перевірки дисципліни, а також проголосували за внесення змін до партійного статуту[54].
  - У Греції запалили вогонь зимової Олімпіади-2018[55].
- 25 жовтня
  - Людиноподібний робот Софія отримав офіційне громадянство[56][57]
  - Українські політв'язні Кремля Ахтем Чийгоз та Ільмі Умеров були звільнені та передані російською владою Туреччині[58].
  - Унаслідок теракту в Києві загинули підполковник міліції Михайло Морміль та охоронець народного депутату, серйозно постраждали народний депутат Ігор Мосійчук, політолог Віталій Бала та випадковий перехожий[59].
  - Сі Цзіньпіня в КНР прирівняли до Мао Цзедуна[60]
- 26 жовтня
  - Президент Казахстану Нурсултан Назарбаєв розпорядився перевести алфавіт казахської мови з кирилиці на латинку до 2025 року[61].
  - У США оприлюднили 2891 документ про вбивство 35-го президента країни Джона Ф. Кеннеді[62].
  - Парламент Каталонії проголосував за резолюцію про проголошення незалежності автономії від Іспанії на підставі результатів референдуму. У відповідь Сенат Іспанії призупинив автономію Каталонії та ввів пряме управління.[63].
  - Президентські вибори в Кенії[en].
- 28 жовтня
  - Головний військовий прокурор Анатолій Матіос заявив, що смерть 10 тисяч 103 військовослужбовців віднесена на рахунок так званих не бойових — безповоротних і санітарних втрат, тобто не від бойових дій[64].
  - На дострокових парламентських виборах в Ісландії найбільше голосів набрала правляча партія незалежності[65][66].
- 29 жовтня
  - Марта Костюк виграла підсумковий юніорський Мастерс Міжнародної федерації тенісу (ITF) до 18 років.[67].
  - Британець Льюїс Гамільтон під час Гран-прі Мексики достроково виборов титул переможця Чемпіонату Формули—1 2017 року, здобувши титул учетверте[68].
- 30 жовтня
  - Ракета-носій Falcon 9 успішно вивела на орбіту супутник Koreasat-5A[69]
  - Колишній керівник виборчого штабу Дональда Трампа Пол Манафорт здався ФБР у результаті розслідувань втручання Росії у вибори Президента США[70].
  - Внаслідок обстрілу близ Глевахи на Київщині загинула громадський активіст та військовослужбовець чеченського походження Аміна Окуєва[71].
- 31 жовтня
  - У Північній Кореї обвалився тунель на полігоні для ядерних випробувань «Punggye-ri», в результаті чого загинуло 200 людей[72].